# Jean-Jacques Sempé
Jean-Jacques Sempé (Pessac, 17 de agosto de 1932 – 11 de agosto de 2022) foi um ilustrador francês que se distinguiu principalmente pela ilustração da série o Le Petit Nicolas (no Brasil, O Pequeno Nicolas; em Portugal, O Pequeno Nicolau).

## Biografia

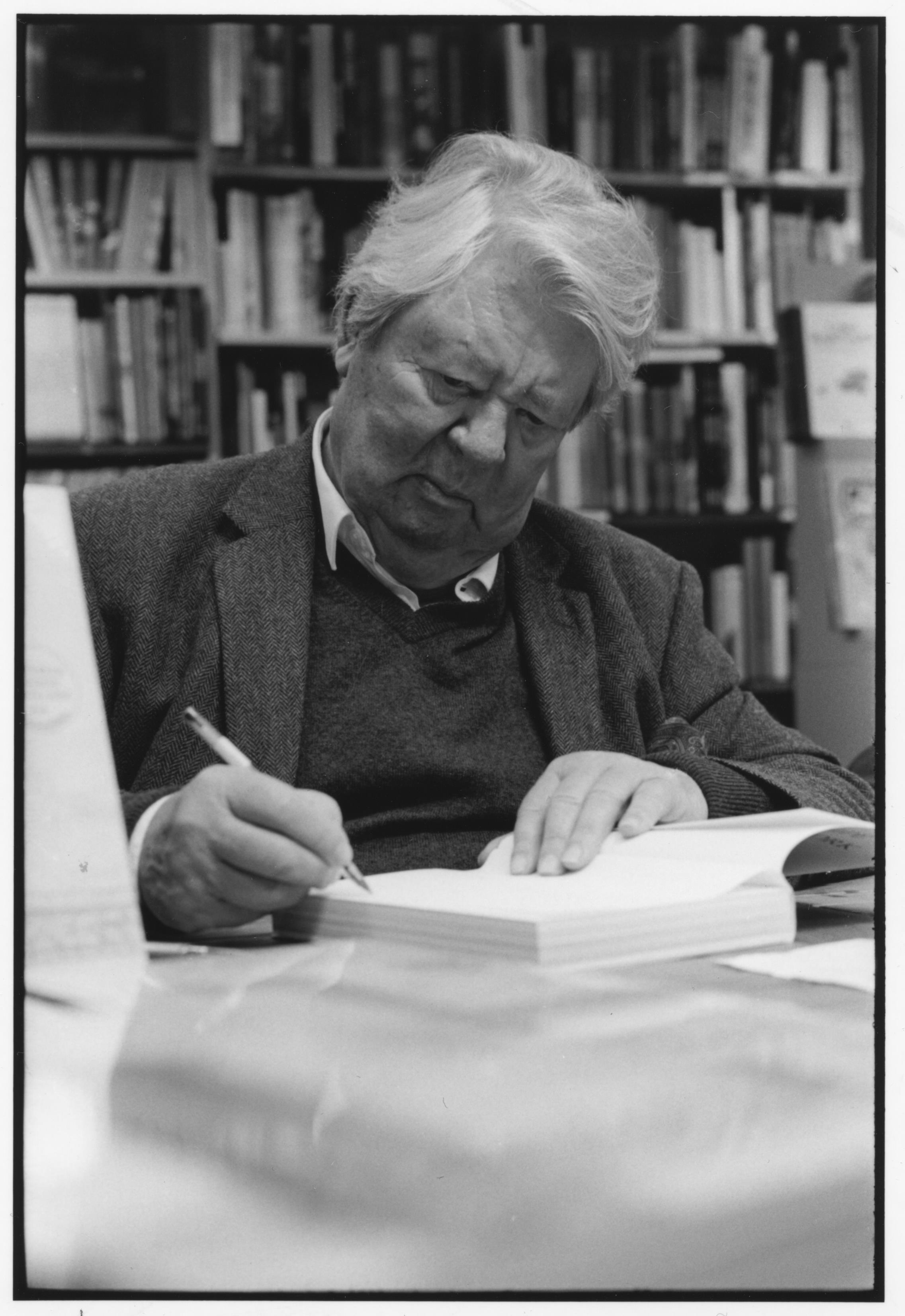
Jean-Jacques Sempé em 2016 por Olivier Meyer

Nascido em Pessac, em 17 de agosto de 1932, como Jean Eustache, filho de Juliette Marsan e Edmond Ulysse Sempé. Posteriormente, através de sua avó, Sempé soube não ser filho de Edmond, recusando-se a descobrir a identidade de seu pai biológico.
Vivendo em ambiente familiar conflituoso, desde cedo foi um aluno mal comportado, sendo expulso por indisciplina do École Élementaire David Johnston, Bordéus.
Lançou-se na vida activa, foi um homem de vários ofícios tais como: empregado de um negociante de vinhos, monitor de colónias de férias (que mais tarde viria a influenciar nos seus desenhos) e paquete de escritório.
Aos 18 anos alistou-se voluntariamente e foi para Paris e passou a pente fino a redacção, e em 1951 (aos 19 anos) vendeu o seu primeiro desenho ao “Sud-Ouest”. O encontro de Goscinny coincidiu com o início de uma grande carreira de «ilustrador de imprensa». Com o menino Nicolau criou um imenso leque de ilustrações de miúdos da escola primária com as suas características zaragatas. 
Paralelamente às aventuras do jovem aluno da escola primária, estreou-se no Paris Match, em 1956, e colaborou com numerosas revistas. O seu primeiro álbum de desenho apareceu em 1962: “Rien n’est simple” vão seguir-lhe muitos mais álbuns que traduzem a sua visão irónica dos nossos defeitos e dos defeitos do mundo.
Criador de Marcelino Calhau de Raoul Taburin, ou ainda de Monsieur Lambert, o seu talento de observador conjugado com um formidável sentido de humor faziam dele, desde há quarenta anos, um dos maiores desenhadores humorísticos franceses. Para além dos seus próprios álbuns ilustrou Catherine Certitude de Patrick Modiano e ainda “A história do senhor Sommer” de Patrick Süskind
Sempé foi um dos raros desenhadores franceses a ilustrar as capas do NewYorker e fez sorrir todas as semanas com as suas ilustrações no Paris Match, e no Le Figaro Littéraire. 
Sempé morreu em 11 de agosto de 2022, aos 89 anos de idade.

### Família
De seu primeiro casamento com a pintora Christine Courtois, Jean-Jacques Sempé teve um filho, Jean-Nicolas Joël (1956-2020); com Mette Ivers, sua segunda esposa, teve uma filha, a designer Inga Sempé, nascida em 1968. Em 2017, Sempé casou-se com Martine Gossieaux, sua galerista e agente.

## Obras

### Le Petit Nicolas
Escritor: René Goscinny
- Le Petit Nicolas - 1960[1]
- Les Bêtises du petit Nicolas
- Les Récrés du petit Nicolas - 1961
- Les Vacances du petit Nicolas - 1962
- Le Petit Nicolas et les Copains - 1963
- Joachim a des ennuis - 1964
- Histoires inédites du petit Nicolas -
- Histoires inédites du petit Nicolas, volume 2 - Editions IMAV, 2006
- Le Petit Nicolas, Le ballon et autres histoires inédites - Editions IMAV 2009
- Les Premières Histoires du petit Nicolas, Editions IMAV, 2012

### Grandes álbums Denoël
- Rien n'est simple (1962)
- Tout se complique (1963)
- Sauve qui peut (1964)
- Monsieur Lambert (1965)
- La Grande Panique (1966)
- Saint Tropez (1968)
- L'Information consommation (1968)
- Marcelin Caillou (1969)
- Des hauts et des bas (1970)
- Face à face (1972)
- Bonjour bonsoir (1974)
- L'Ascension sociale de Monsieur Lambert (1975)
- Simple question d'équilibre (1977)
- Un léger décalage (1977)
- Les Musiciens (1979)
- Comme par hasard (1981)
- De bon matin (1983)
- Vaguement compétitif (1985)
- Luxe, calme et volupté (1987)
- Par avion (1989)
- Vacances (1990])
- Âmes sœurs (1991)
- Insondables mystères (1993)
- Raoul Taburin (une bicyclette à propos de son père) (1995)
- Grands rêves (1997)
- Beau temps (1999)
- Multiples intentions (2003)
- Sentiments distingués (2007)

### Fora de série - compilações
- En avant, 1967, Pauvert
- Quelques manifestants, 1983
- Quelques enfants, 1983
- Quelques jours de congé, 1984
- Quelques artistes et gens de lettres, 1984
- Sempé, livre de l'exposition rétrospective à Caen comprenant un récit autobiographique de l'auteur, tiré à 8000 exempaires, 160 pages, Diffusion Denoël, juin 1984
- Quelques vices impunis, 1986
- Quelques romantiques, 1986
- Quelques représentations, 1987
- Quelques concerts, 1987
- Catherine Certitude (com Patrick Modiano), edições Gallimard, 1988
- Quelques citadins, 1989
- Quelques campagnards, 1989
- Quelques sentiments de culpabilité, 1991
- Quelques meneurs d'hommes, 1991
- L'histoire de Monsieur Sommer, com Patrick Süskind, edições Gallimard, 1991
- Quelques forces obscures, 1994
- Quelques mystiques, edições Denoël, 1998
- Sempé, tiragem limitada de 500 exemplares reproduzindo 51 desenhos inéditos ou covers de New Yorker, Paris, edições galerie Martine Gossieaux, 1998
- Sempé, tiragem limitada de 500 exemplares reproduzindo 61 desenhos inéditos, Paris, edição galerie Martine Gossieaux, 2000
- Le monde de Sempé, volume 1 e volume 2, 2001 e 2004, edições Denoël
- Un peu de Paris, edições Gallimard, 2001
- Quelques philosophes, 2002
- Sempé : Enfances, sem texto, editado em tiragem limitada de 900 exemplares reproduzindo 40 desenhos em parte inéditos, Paris, edições galerie Martine Gossieaux, 2004
- Un peu de la France, aguarelas sem texto, edições Gallimard, 2005
- Sempé à New York, edições Denoël e Martine Gossieaux, 2009
- Saint-Tropez forever, edições Martine Gossieaux, 2010
- Enfances, entrevista com Marc Lecarpentier, edições Denoël et Martine Gossieaux, 2011
- Sempé, un peu de Paris et d'ailleurs,[9] edições Martine Gossieaux,
- Bourrasques et accalmies, Edições Denoël et Martine Gossieaux, 2013
- Sincères amitiés, edições Denoël et Martine Gossieaux, 2015